# Yasmin Ingham
Yasmin Ingham (13 de mayo de 1997) es una jinete británica que compite en la modalidad de concurso completo. Ganó una medalla de oro en el Campeonato Mundial de Concurso Completo de 2022 y una medalla de oro en el Campeonato Europeo de Concurso Completo de 2023.

## Palmarés internacional
| Campeonato Mundial | Campeonato Mundial          | Campeonato Mundial | Campeonato Mundial |
| Año                | Lugar                       | Medalla            | Categoría          |
| ------------------ | --------------------------- | ------------------ | ------------------ |
| 2022               | Pratoni del Vivaro (Italia) | Medalla de oro     | Individual         |
| Campeonato Europeo |                             |                    |                    |
| Año                | Lugar                       | Medalla            | Categoría          |
| 2023               | Le Pin-au-Haras (Francia)   | Medalla de oro     | Por equipos        |